# IJzeren pilaar van Delhi

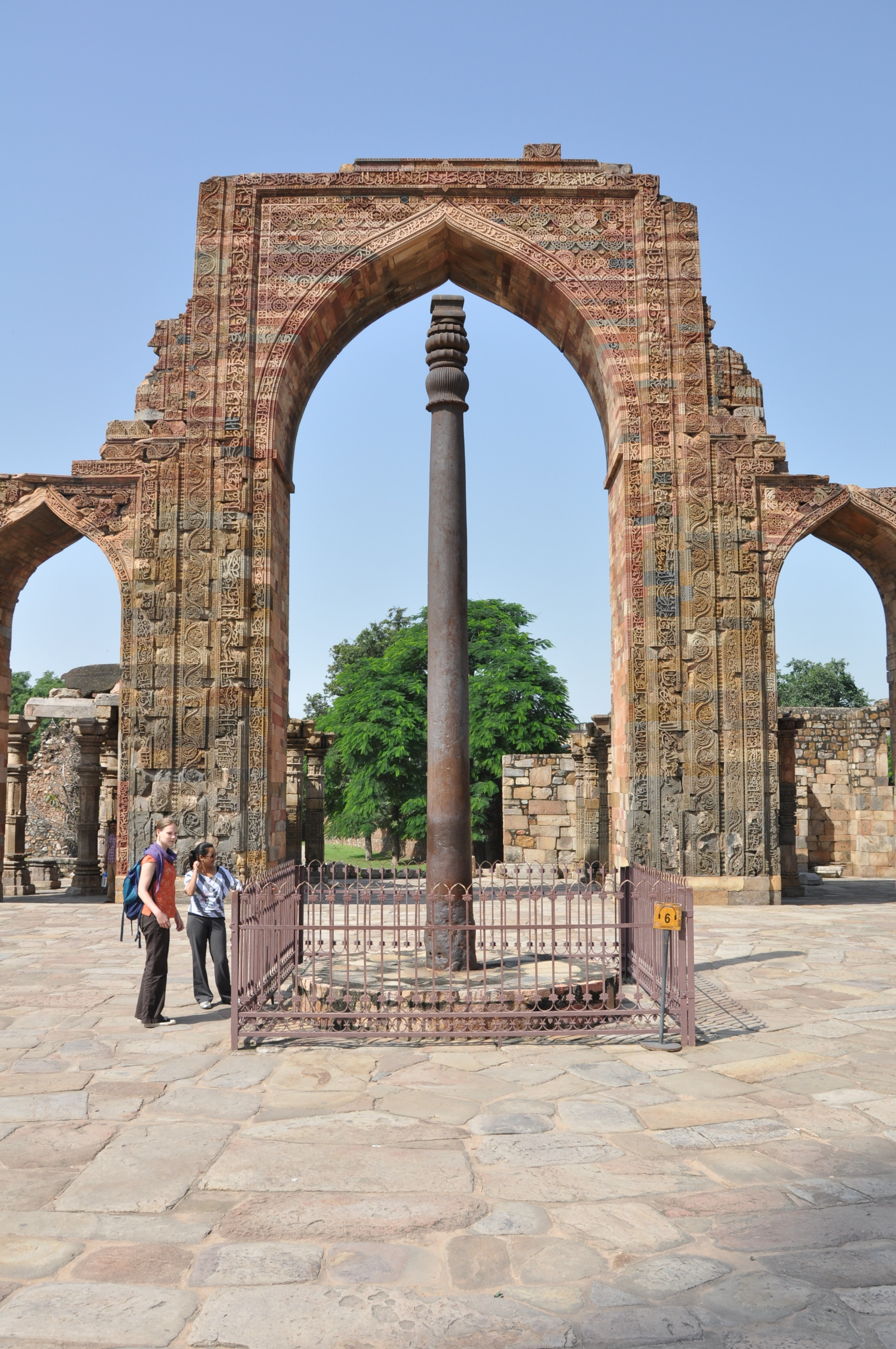
De ijzeren pilaar in het Qutb Minarcomplex in Delhi.

De IJzeren pilaar van Delhi is een 7 meter hoge ijzeren paal die naast de Qutub Minar staat. De paal is bekend om zijn hoge weerstand tegen roest.
De ijzeren pilaar, die meer dan 6 ton weegt, werd rond de vierde eeuw gemaakt, hoewel sommige bronnen beweren dat de pilaar rond de 2300 jaar oud is. De pilaar stond oorspronkelijk in een Jaïntempel die verwoest werd door Qutb-ud-din Aybak. De materialen daarvan werden gebruikt bij de bouw van de Quwwat-ul-Islam moskee en de Qutb Minar waar de pilaar tegenwoordig staat.

## Beschrijving
De pilaar heeft een totale hoogte van 7 meter en 21 centimeter. 1,12 meter daarvan bevindt zich onder de grond. De diameter aan de basis bedraagt 420 mm. Aan de top is de diameter 306 mm. Het gewicht van de pilaar wordt geschat op meer dan 6 ton.
De pilaar werd opgericht door de 5e-eeuwse keizer Kumaragupta I van de Guptadynastie om de daden van diens vader en voorganger Chandragupta II (regeerde rond 380 - 415) te herdenken. Op de pilaar staat een inscriptie in het Sanskriet waaruit valt op te maken dat hij werd opgericht ter ere van de god Vishnu. De Engelse vertaling van deze inscriptie luidt:
He, on whose arm fame was inscribed by the sword, when, in battle in the Vanga countries (Bengal), he kneaded (and turned) back with (his) breast the enemies who, uniting together, came against (him); - he, by whom, having crossed in warfare the seven mouths of the (river) Sindhu, the Vahlikas were conquered; - he, by the breezes of whose prowess the southern ocean is even still perfumed.
He, the remnant of the great zeal of whose energy, which utterly destroyed (his) enemies, like (the remnant of the great glowing heat) of a burned-out fire in a great forest, even now leaves not the earth; though he, the king, as if wearied, has quit this earth, and has gone to the other world, moving in (bodily) form to the land (of paradise) won by (the merit of his) actions, (but) remaining on (this) earth by (the memory of his) fame.
By him, the king, - who attained sole supreme sovereignty in the world, acquired by his own arm and (enjoyed) for a very long time; (and) who, having the name of Chandra, carried a beauty of countenance like (the beauty of) the full-moon, - having in faith fixed his mind upon (the god) Vishnu, this lofty standard of the divine Vishnu was set up on the hill (called) Vishnupada.

## Technische analyse
De pilaar bestaat voor 99,72 procent uit ijzer. De rest bestaat uit sporen van koolstof, silicium en een hoog gehalte fosfor en nog enkele andere elementen. De pilaar vertoont nauwelijks roest, maar het oppervlak is bedekt met een 0,05 millimeter dun laagje IJzerwaterstoffosfaat-hydraat FePO4-H3PO4.4 H2O dat beschermt tegen verdere aantasting.